# Madonna leggente

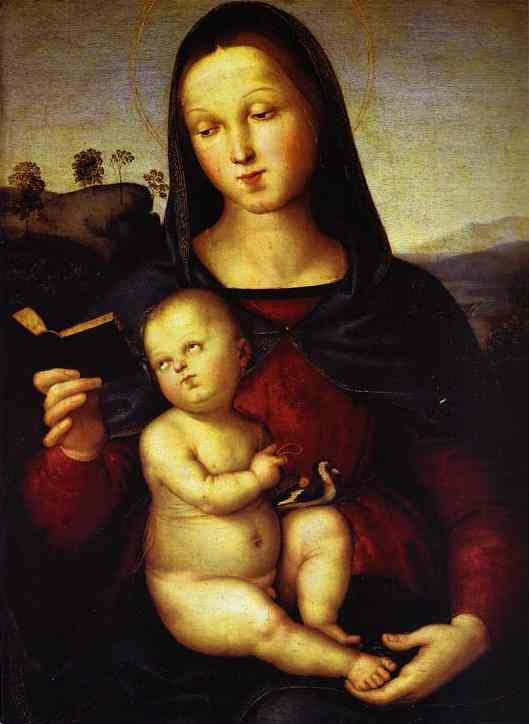
Madone Solly de Raphaël.

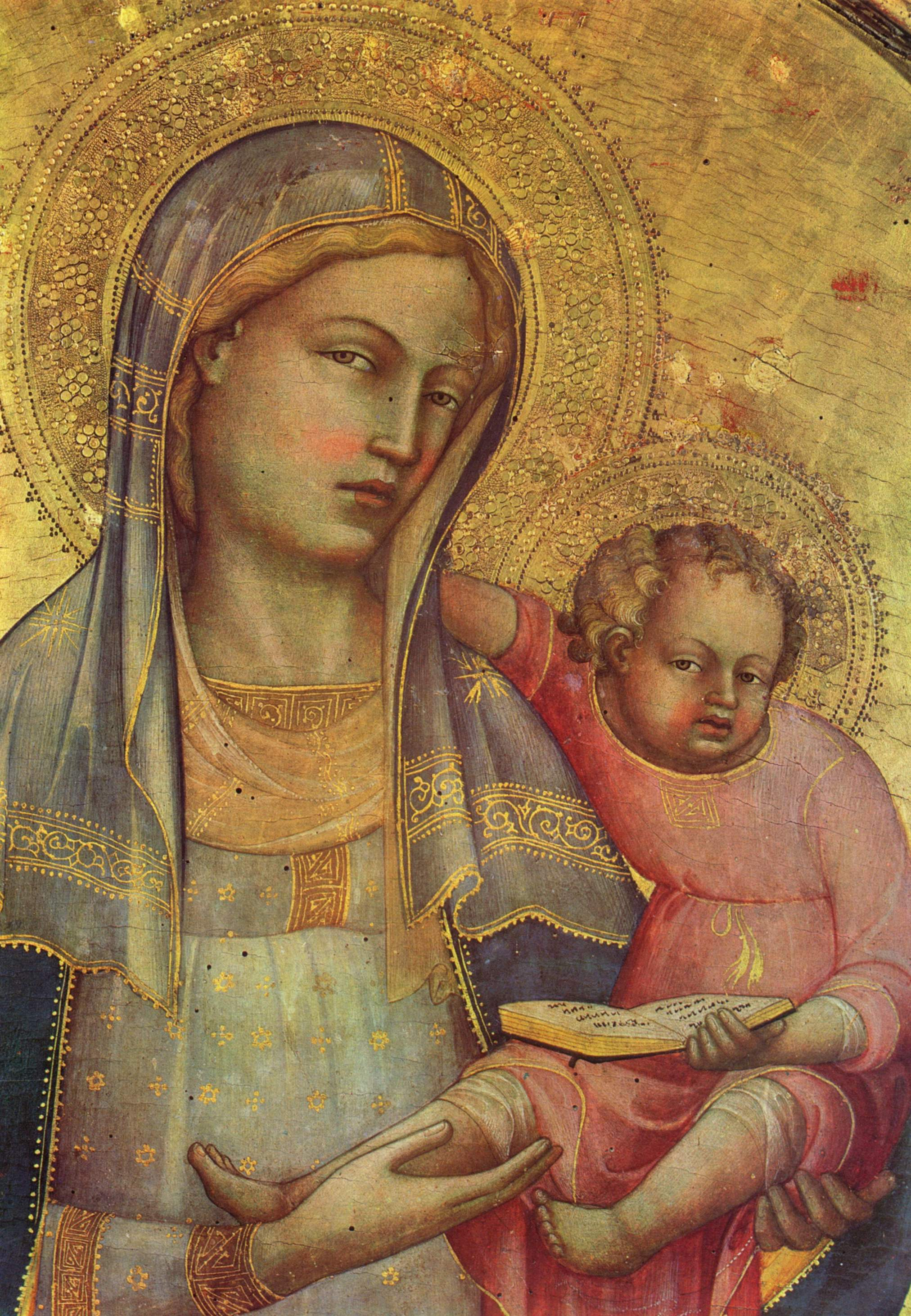
Madone lisant de Lorenzo Monaco, du Museo della Collegiata d'Empoli.

L'expression italienne Madonna leggente désigne une attitude de la  Vierge Marie représentée lisant un livre, qu'elle a donc posé devant elle, ou qu'elle tient. 

## Origine
Cette figure de l'iconographie chrétienne, issue de la représentation de l'Annonciation, où l'archange annonciateur surprend la Vierge en train de lire, se poursuit et se développe à la Renaissance, appuyant son caractère lettré, l'avènement de la langue vulgaire et  d'un humanisme féminin d'origine religieuse. Seule dans l'Annonciation, d'autres représentations s'ouvrent alors à ce thème dans les Vierge  à l'Enfant (Madone), où le livre ouvert lu par la Vierge l'est aussi par Jésus.

## Développement
La Vierge Marie est représentée avec l'Enfant Jésus, dans la pose classique de la Madone (« Vierge à l'Enfant ») ; elle tient un livre ouvert, le lit avec ou sans le regard de Jésus ; certains tableaux anticipent la séance d'allaitement avec un Jésus s'accrochant au corsage de sa mère, le livre se fermant, préparant le thème de la Madonna del latte.
Ce thème et ses développements ont été particulièrement déclinés par Raphaël dans une série de tableaux (et une fresque) :
- Madone Pasadena (1503), Norton Simon Museum ;
- Madone Solly (1504) ;
- Madone Connestabile (1504), musée de l'Ermitage, Saint-Pétersbourg ;
- Madone Colonna, Gemäldegalerie, Berlin ;
- Madone d'Alba (1511), National Gallery of Art, Washington ;
- La Madone de Casa Santi (fresque) à  Urbino.

## Autres peintres du sujet
En Allemagne :
- Madonna mit dem lesenden Kinde (1433), Jan van Eyck,National Gallery of Victoria, Melbourne.
- La Madone Durán de Rogier van der Weyden (1435)
- Les Vierges à l'enfant du Maître au feuillage en broderie

En Italie :
- Madonna che legge al bambino (1500 env.), Giorgione, Ashmolean Museum.
- Madonna che legge (1508), de Paolo Morando, Museo di Villa Cagnola, La Gazzada.
- La Madone du livre de Botticelli, Museo Poldi Pezzoli, Milan.

Des tableaux traitent du même sujet sans que le titre en soit explicite :
- Lorenzo Monaco (1404), Museo della Collegiata, Empoli.
- Bernardino Butinone (v. 1490), pinacothèque de Brera, Milan ;
- Vittore Carpaccio (v. 1500) ;